# Vignats
Vignats település Franciaországban, Calvados megyében. Lakosainak száma 285 fő (2022. január 1.). Vignats Fourches, La Hoguette, Pertheville-Ners, Brieux, Merri és Nécy községekkel határos.

## Népesség
A település népessége az elmúlt években az alábbi módon változott:
| Lakosok száma | 299  | 249  | 206  | 243  | 285  | 282  | 289  | 295  | 292  | 285  |
|               | 1968 | 1982 | 1990 | 2006 | 2013 | 2015 | 2017 | 2019 | 2020 | 2022 |